# Труд (стадион, Томск)
«Труд» — футбольный стадион в Томске, Россия. Располагается на улице Белинского. Являлся домашней ареной футбольного клуба «Томь».

## История
Стадион был построен в 1929 году в центре города, в историческом районе Нижняя Елань, рядом с парком «Городской сад».
Первоначально назывался стадион ОПБ (окружного профсоюзного бюро) или «Стадион профсоюзов», в 1930—1950-х назывался «Медик», затем три года назывался «Буревестник», а с 1958 года — «Труд». В 1990—2000-х годах стадион был реконструирован, построено капитальное здание западной трибуны.
Перед началом сезона 2005 года, в котором стадиону предстояло впервые в истории принимать матчи Премьер-лиги, на стадионе была произведена реконструкция. В частности была построена северная трибуна. Таким образом, в сезонах 2005—2010 «Труд» вмещал 15 000 зрителей. В 2011 году восточная трибуна стадиона была снесена: на её месте планировалось строительство торгово-спортивного развлекательного комплекса, который со стороны футбольного поля стал бы комфортабельной трибуной с новой VIP-ложей. На время реконструкции вместимость стадиона уменьшилась на 5 000 зрителей. Планировалось, что после завершения стройки вместимость стадиона составит 16 000 зрителей, однако в вскоре реконструкция была приостановлена.
В феврале 2015 года арбитражный суд Томской области удовлетворил иск администрации Томска о расторжении инвестиционного договора с ООО «Рилонд» на реконструкцию восточной трибуны стадиона. По состоянию на 2016 год, вокруг восточной трибуны продолжаются судебные тяжбы: трибуна стадиона не функционирует и затянута огромным баннером.
В 2016 году стадион стал исключительно футбольным: северная и южная трибуны были передвинуты ближе к полю, и таким образом арена лишилась беговых дорожек. Летом 2016 года на стадионе был проведён ремонт: была увеличена освещённость стадиона, вокруг поля было уложено новое покрытие, а также было установлено новое видеотабло.
Поле имеет размеры 105 x 68 метров, засеяно травой, обогревается. Система освещения обеспечивает освещённость 1 400 люкс.

## Памятники

### Памятник, посвященный первому сезону в Премьер-лиге
В 2006 году в честь успеха «Томи» в первом сезоне клуба в Премьер-лиге на стадионе была установлена стела, выполненная скульпторами отцом и сыном Гнедых. Памятник представляет собой композицию из фигуры футболиста и стелы с именами игроков, тренеров, руководителей области, спонсоров, внесших наиболее значимый вклад в успех команды в дебюте в элитном дивизионе российского футбола.

### Памятник болельщику

Памятник болельщику

В 2006 году на восточной трибуне был установлен «Памятник болельщику» скульптора Л. А. Усова. Установка бронзовой скульптуры на стадионе была приурочена к пятидесятилетию томского профессионального футбола, прототипом послужила фотография неизвестного болельщика 1950-х годов из архива футбольного клуба «Томь». Позже, в связи с реконструкцией стадиона, бронзовый болельщик «пересел» на южную трибуну.